# Ugoda polsko-ukraińska z 1935 roku
Ugoda polsko-ukraińska z 1935 roku – ugoda zawarta w Polsce w 1935 r., pomiędzy umiarkowanymi ukraińskimi ugrupowaniami politycznymi (głównie UNDO), a rządzącym ugrupowaniem piłsudczyków.

## Cel ugody
Ostatecznym celem ugody miało być zrealizowanie międzynarodowych zobowiązań państwa polskiego, przyjętych w roku 1923, w chwili i jako warunek zatwierdzenia suwerenności Polski nad Galicją Wschodnią o stworzeniu autonomicznego statusu tego terytorium (złożonego z województw: lwowskiego, tarnopolskiego i stanisławowskiego) poprzez wdrożenie ustawy o samorządzie wojewódzkim tych województw z 26 września 1922 r., uchwalonej w intencji uzyskania korzystnego dla Polski rozstrzygnięcia mocarstw, nigdy nie uchylonej i nigdy nie wdrożonej w życie w II Rzeczypospolitej (pomimo iż jej postanowienia miały zostać zrealizowane nie później, niż w dwa lata od opublikowania w Dzienniku Ustaw RP).

## Realizacja
Wobec zmiany dotychczasowej polityki WKP(b) na Ukrainie sowieckiej (kolektywizacja i Hołodomor, odejście od polityki ukrainizacji na rzecz rusyfikacji i mordowanie ukraińskiej inteligencji przez OGPU), UNDO podjęła rozmowy, uwieńczone ugodą polsko-ukraińską w lecie 1935 (tzw. polityka normalizacji dotycząca Galicji), zawartą przed wyborami parlamentarnymi, zbojkotowanymi przez polską opozycję.
Wasyl Mudry był w konsekwencji wicemarszałkiem Sejmu RP czwartej i piątej kadencji (1935–1939). Ze strony polskiej polityka porozumienia, zawartego przez premiera Mariana Zyndram-Kościałkowskiego, była popierana przez wpływową część obozu piłsudczyków z Henrykiem Józewskim, byłym członkiem rządu URL, długoletnim (1928–1938) wojewodą wołyńskim i redakcjami „Buntu Młodych”, później „Polityki” pod redakcją Jerzego Giedroycia (oprócz niego – Adolf Bocheński, Aleksander Bocheński, Piotr Dunin Borkowski, Ksawery Pruszyński i in.), a także Biuletynu Polsko-Ukraińskiego (Włodzimierz Bączkowski i in.).
Władze polskie udzieliły ukraińskim organizacjom gospodarczym w Małopolsce Wschodniej dużych kredytów, uwolniły z obozu w Berezie Kartuskiej część internowanych członków nielegalnych i terrorystycznych organizacji: Ukraińskiej Organizacji Wojskowej i Organizacji Ukraińskich Nacjonalistów, a skazanym za przestępstwa polityczne Ukraińcom obniżono karę na mocy amnestii.
Rząd polski zobowiązał się ponadto do reaktywowania ukraińskiego gimnazjum w Tarnopolu, utworzenia sieci ukraińskich liceów pedagogicznych, zwiększenia ilości Ukraińców w kuratoriach szkolnych i administracji samorządowej. Jednak te zobowiązania nigdy nie zostały zrealizowane. Na przeszkodzie pełnego wprowadzenia w życie postanowień polsko-ukraińskiej ugody stanęła nieprzejednana postawa miejscowych polskich elit, protestujących przeciwko polityce ustępstw Warszawy na rzecz mniejszości ukraińskiej i domagających się oparcia polityki narodowościowej na Kresach Wschodnich wyłącznie na ludności polskiej.

## Załamanie się ugody
Polityka ugody załamała się w roku 1938. Było to skutkiem niezrealizowania części zobowiązań przez stronę polską, jak również zbliżeniem się rządzącej części obozu sanacyjnego (Edward Rydz-Śmigły, Adam Koc) do haseł nacjonalistycznych środowisk obozu endecji w Polsce (uznano, że ludność niepolska sama w sobie, a nie tylko radykalne ugrupowania polityczne tej ludności, stanowi zagrożenie dla państwa polskiego). W konsekwencji nasilono program umacniania polskości województw wschodnich (zobacz: akcja polonizacyjno-rewindykacyjna 1938 roku, akcja rewindykacji cerkwi prawosławnych w II Rzeczypospolitej). Zradykalizowało to nastroje kilku milionów obywateli RP narodowości ukraińskiej (minimum 4,5 mln – zgodnie ze spisem powszechnym 1931) i przeciwstawiło ich państwu polskiemu i Polakom zamieszkującym tereny mieszane etniczne. Miało to znaczące konsekwencje, gdy aparatu państwa polskiego na tym obszarze miało po wrześniu 1939 zabraknąć. Formalny koniec polityki ugody stwierdził u schyłku 1938 z trybuny Sejmu RP jego wicemarszałek Wasyl Mudry.